# Fagiano Okayama Football Club
Il Fagiano Okayama Football Club (ファジアーノおかやまエフシー?, Fajiāno Okayama Futtobōru Kurabu), meglio noto come Fagiano Okayama FC, è una società calcistica giapponese con sede nella città di Okayama. Dal 2025 milita nella J1 League, la massima divisione del campionato giapponese, e disputa le proprie partite casalinghe al City Light Stadium, impianto da 15.479 posti a sedere.
Il nome del club deriva dalla parola italiana fagiano, che fa riferimento proprio al volatile, animale rappresentativo della prefettura di Okayama, conosciuto anche perché è narrato nella leggenda di Momotarō, in cui questi uccelli svolgevano un ruolo attivo nello sterminio dei demoni.
I colori sociali del club sono il bordeaux ed il blu, mentre la mascotte del club, chiamata Fagimaru, presenta le fattezze del fagiano verde, una specie molto diffusa in Giappone.

## Storia

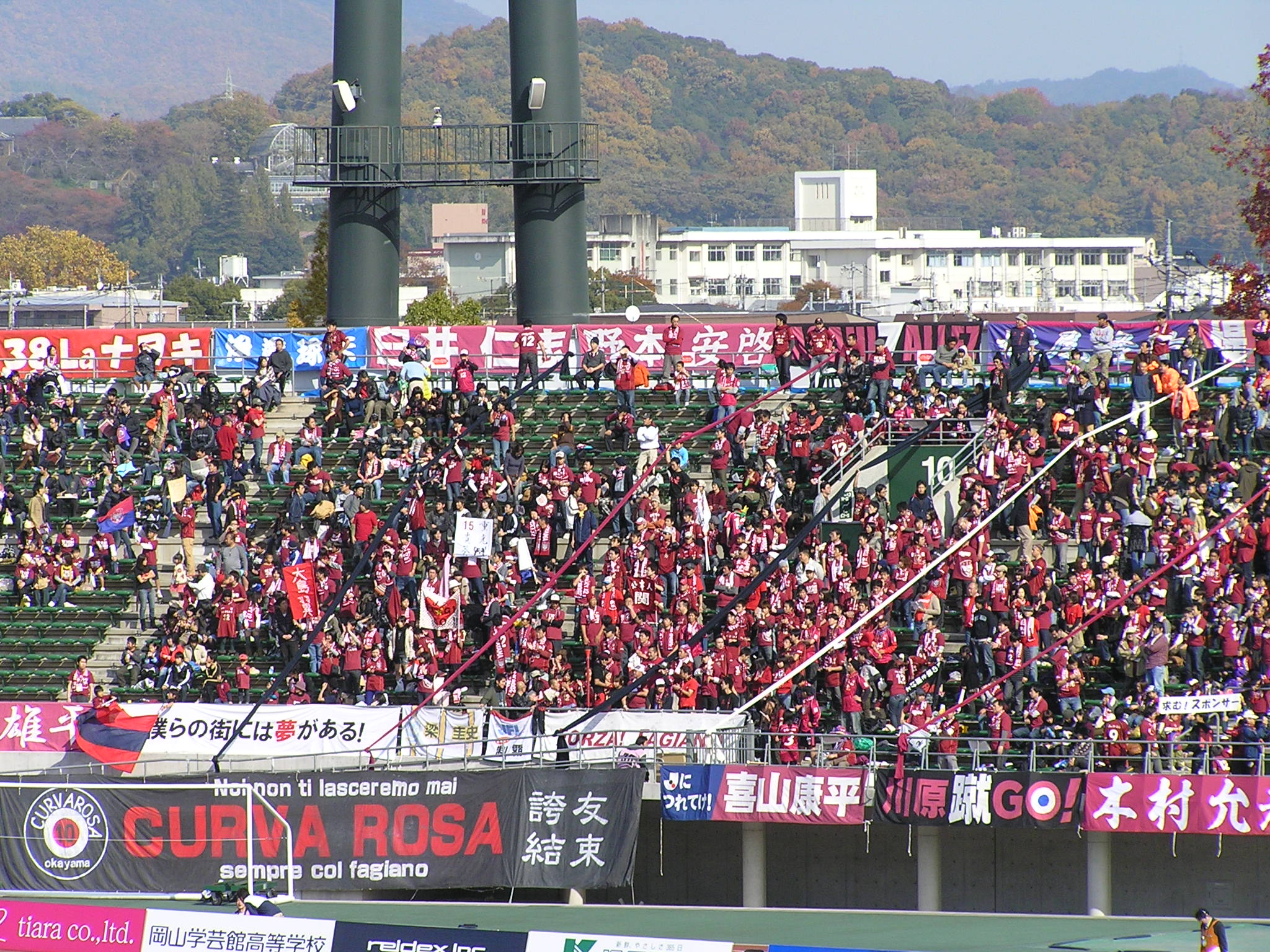
Supporter del Fagiano Okayama nel 2008.

Nel 1975 il Kawasaki Steel Mizushima Football Club si trasferì nella città di Kōbe, prendendo di seguito il nome di Vissel Kōbe. Gli appartenenti a quella squadra che rimasero ad Okayama formarono un nuovo club: il River Free Kickers.
Dopo diversi anni trascorsi nelle leghe minori, nel 2003 la squadra assunse il nome di "Fagiano Okayama" e iniziò la sua scalata ai vertici del calcio nipponico. Nel 2005 avvenne l'esordio nella lega regionale del Chūgoku, lega che viene vinta un anno più tardi: il primo posto finale ha consentito infatti l'accesso alla Japan Football League, il terzo livello nazionale.
Dal 2009 la squadra gioca in J. League Division 2 (seconda serie nazionale) grazie alla promozione conquistata all'ultima giornata del campionato 2008.
Nel 2024 viene promosso in J1 League vincendo il play-off di J2 League per 2-0 contro il Vegalta Sendai.

## Organico

### Rosa 2025
Rosa e numerazione aggiornate al 6 luglio 2025.
| N. |                     | Ruolo | Calciatore              |
| -- | ------------------- | ----- | ----------------------- |
| 2  | Giappone (bandiera) | D     | Yūgo Tatsuta            |
| 3  | Giappone (bandiera) | D     | Kaito Fujii             |
| 4  | Giappone (bandiera) | D     | Kaito Abe               |
| 5  | Giappone (bandiera) | D     | Yasutaka Yanagi         |
| 7  | Giappone (bandiera) | C     | Ryō Takeuchi (capitano) |
| 8  | Giappone (bandiera) | C     | Ataru Esaka             |
| 9  | Brasile (bandiera)  | A     | Gleyson                 |
| 13 | Giappone (bandiera) | P     | Junki Kanayama          |
| 14 | Giappone (bandiera) | C     | Ryō Tabei               |
| 15 | Giappone (bandiera) | D     | Kōta Kudō               |
| 16 | Giappone (bandiera) | C     | Yōko Iesaka             |
| 17 | Giappone (bandiera) | C     | Rui Sueyoshi            |
| 18 | Giappone (bandiera) | D     | Daichi Tagami           |
| 19 | Giappone (bandiera) | A     | Hiroto Iwabuchi         |
| 21 | Giappone (bandiera) | P     | Kōhei Kawakami          |
| 22 | Giappone (bandiera) | A     | Kazunari Ichimi         |
| 23 | Giappone (bandiera) | D     | Riku Saga               |

| N. |                     | Ruolo | Calciatore          |
| -- | ------------------- | ----- | ------------------- |
| 24 | Giappone (bandiera) | C     | Ibuki Fujita        |
| 26 | Giappone (bandiera) | C     | Haruka Motoyama     |
| 27 | Giappone (bandiera) | C     | Takaya Kimura       |
| 28 | Giappone (bandiera) | C     | Masaya Matsumoto    |
| 30 | Giappone (bandiera) | A     | Kanshirō Suemune    |
| 31 | Giappone (bandiera) | D     | Ryō Senda           |
| 33 | Giappone (bandiera) | C     | Yūta Kamiya         |
| 39 | Giappone (bandiera) | C     | Ryūnosuke Satō      |
| 43 | Giappone (bandiera) | D     | Yoshitake Suzuki    |
| 45 | Giappone (bandiera) | A     | Noah Kenshin Browne |
| 49 | Germania (bandiera) | P     | Svend Brodersen     |
| 50 | Giappone (bandiera) | D     | Hijiri Katō         |
| 77 | Giappone (bandiera) | P     | Gorō Kawanami       |
| 88 | Giappone (bandiera) | D     | Takahiro Yanagi     |
| 98 | Brasile (bandiera)  | A     | Werik Popó          |
| 99 | Brasile (bandiera)  | A     | Lucão               |

### Staff tecnico
Staff tecnico aggiornato al 20 aprile 2025.
- Takashi Kiyama - Allenatore
- Masanori Kizawa - Collaboratore tecnico
- Hiromasa Suguri - Collaboratore tecnico
- Yūki Kōsaka - Collaboratore tecnico
- Hiroshi Yoshioka - Preparatore portieri
- Jun Satō - Preparatore fisico
- Kenji Yamamoto - Aiuto collaboratore tecnico